# KAPAP
KAPAP (Hebrew: קפא"פ, קפ"פ‎‎), é um acrônimo para Krav Panin el Panin (traduzido como "combate face a face") é uma técnica israelense de combate corpo a corpo e defesa pessoal. Deu origem ao Krav Maga, sendo que na metade da década de 1950, a expressão "Krav Maga" já havia dominado sobre o KAPAP.
Kapap é uma doutrina de combate composta por uma combinação de vários estilos de luta como boxe, judô, jiu-jitsu, combate com faca, arma e rifle. A ênfase é colocada em lutar de mãos vazias contra cada uma dessas armas, e arma contra arma. Kapap é adequado para todos os campos de luta e permite que o guerreiro supere qualquer tipo de luta e o prepara para quase todas as situações possíveis.
O guerreiro Kapap é uma máquina de combate rápida, precisa e letal. Kapap é adequado para diferentes níveis de alunos: crianças, adolescentes, adultos, policiais, soldados, segurança e forças armadas e guarda-costas. Cada grupo tem que seguir e dominar um programa específico.
Uma pessoa Kapap não é um lutador (lutador competitivo); ele é um guerreiro (homem de guerra) literalmente. Ele está preparado para qualquer situação contra qualquer tipo de arma. Ele saberá como defender a si mesmo e ao seu entorno contra qualquer forma de ataque que coloque ele ou seu ambiente em perigo. Ele poderá, caso surja a necessidade, operar diferentes tipos de armas e armas de fogo. Ele o fará com excelente habilidade.
Não foi até 1999 que Kapap começou a ser ensinado de forma organizada em Israel e fora dele. Isso aconteceu depois de muitos anos em que outros tipos de estilos de combate imperaram, como: Krav maga, karatê e judô, instruídos em todo o mundo principalmente para fins de competições esportivas. Essas artes marciais perderam seu efeito de luta e tornaram-se suaves para atender às necessidades dessas competições. Kapap voltou à luz da terrível situação de segurança e do crime de rua que criou a necessidade de técnicas reais de autodefesa. Os instrutores Kapap em Israel hoje treinam unidades das Forças de Defesa de Israel , diferentes unidades das forças armadas, como Yamam e Shabakassim como várias unidades de elite. Um guerreiro Kapap sabe que nunca competirá, nunca receberá uma medalha ou troféu quando superar um oponente. No entanto, ele ganhará sua vida, que é a verdadeira recompensa. (fonte de informação IKA-International Kapap Association-Israel)

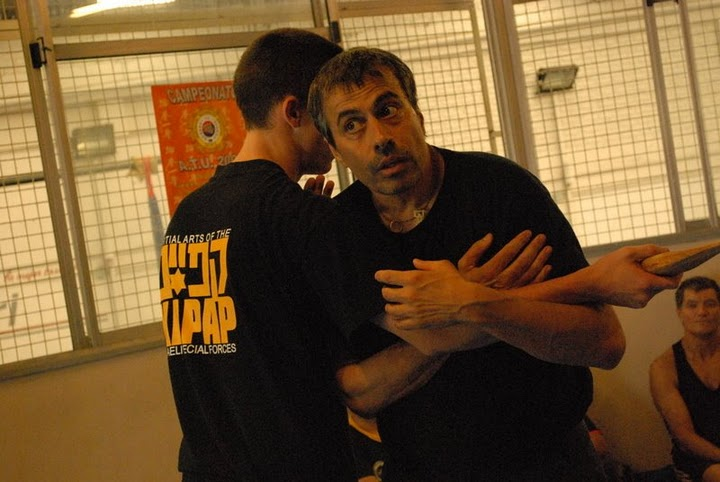
Major Avi Nardia

## História
O sistema KAPAP foi desenvolvido nos anos 1930, nos campos judaicos de Aliyah (ma-ḥa-not Olim) como treinamento preparatório antes do mandato britânico na Palestina.
A milícia Palmach e o Haganah usaram o KAPAP como sistema de treinamento para novos recrutas.

### Treinamento
O treinamento do KAPAP é baseado em conceitos, não em técnicas.
Alguns dos conceitos do KAPAP são: Ocupar a linha média, posição relativa, dois pontos, puxar e empurrar, não romper o contato, dentre outros presentes em cada uma das graduações.

## KAPAP na América do Sul
O KAPAP na América do Sul é organizado pela Federacion Sudamericana de KAPAP, sob liderança do mestre Fabian Gustavo Garcia (Argentina), e conta com instrutores no Brasil, Argentina, Chile, Peru, Colômbia, Chile e Uruguai. A FSK é parte integrante da Avi Nardia Academy, sob comando do major israelense Avi Nardia.
Existem também outras Organizações que ministram treinamentos de KAPAP em território Nacional, que não seguem a linhagem do major Avi Nardia.

## Veja Mais
- Krav Maga
- Sayeret Matkal (Special Forces Unit of Lt. Co. Chaim Pe'er, Head of the International KAPAP Federation)
- Yamam (Special Forces Police Unit)